# Steve Howey (skuespiller)
 For alternative betydninger, se Steve Howey. (Se også artikler, som begynder med Steve Howey)
Steven "Steve" Michael Robert Howey (født 12. juli 1977) er en amerikansk film- og tv-skuespiller. Han er kendt for sine roller som Van Montgomery i WB/CW tv-serien Reba og som Kevin Ball i Showtime-serien Shameless. Howey har også optrådt i filmene Supercross, DOA: Dead or Alive, Bride Wars, Game Over, Man!, og Something Borrowed.

## Opvækst
Howey blev født i en kristen familie og voksede op i San Antonio, Texas, som søn af Carla Novinger og Bill Howey. Han har en bror, Bret og en søster, Tammy.  Da han gik i high school flyttede han fra Texas til Denver, Colorado og gik senere på Northeastern Junior College i Sterling, Colorado efter at have modtaget et toårigt basketballstipendium.   

## Karriere
Howey har gæsteoptrådt i flere tv-serier, herunder ER (1994) og The Drew Carey Show. Han medvirkede samt producerede independent-filmen Class (1998), som blev skrevet og instrueret af hans far og blev udvalgt til at blive vist på Denver International Film Festival. 
I 2001 fik Howey sin første faste rolle i en tv-serie, da han blev castet som Van Montgomery i showet Reba. Howey var del af serien frem til den blev afsluttet i 2007. Han optrådte også i Reba McEntires musikvideo Every Other Weekend med sin Reba- medstjerne Joanna García. Han havde også en cameo i Broad City.
I 2005 medvirkede han i actionfilmen Supercross som KC Carlyle, en MX-racerkører. Howey spillede også Weatherby i filmen DOA: Dead or Alive, sammen med Jaime Pressly og Eric Roberts.  I 2009 optrådte han i Bride Wars, sammen med Anne Hathaway og Kate Hudson (sidstnævnte spillede han igen sammen med i filmen Something Borrowed fra 2011, igen som hendes kæreste). Howey spillede også titelrollen i 2009-filmen, Stan Helsing.  Samme år optrådte Howey også i webserien CTRL, som rollen Ben Piller. Han har også optrådt i serien Psych. 
I sommeren 2010 sluttede Howey sig til rollelisten i Showtime-dramaet Shameless, som Kevin Ball i en fast rolle. Sæson 2 havde premiere 8. januar 2012, hvor Howey fortsat var en fast rolle.  Derefter fortsatte han med at spille rollen Kevin Ball frem til serien blev afsluttet.
I 2013 havde Howey en gæsteoptræden i et afsnit af Fox' New Girl med titlen "TinFinity" som Jax, en professionel fodboldspiller og kærest til Jess (Zooey Deschanel). 
Howey havde fra 2013 flere optrædener i tv-produktioner, Sons of Anarchy (2013), Jennifer Falls (2014) og optrædner i politidramaserierne Special Victims Unit (2017) og SEAL Team (2018) og til slut Dead To Me (2019).

## Privatliv
Howey forlovede sig i juni 2007 med skuespillerinden og modellen Sarah Shahi,  på en ferie på Hawaii og blev gift den 7. februar 2009 i Las Vegas. I juli 2009 fik de deres første barn, sønnen William Wolf Howey.   I marts 2015 fødte Shahi parrets tvillinger, datteren Violet Moon Howey og sønnen Knox Blue Howey.  Howey og Shahi ansøgte om skilsmisse i maj 2020,  og skilsmissen gik igennem i januar 2021. 

## Filmografi

### Film
| År   | Titel               | Rolle           | Noter    |
| ---- | ------------------- | --------------- | -------- |
| 1998 | Class               | Jim             |          |
| 2005 | Supercross          | K.C. Carlyle    |          |
| 2006 | DOA: Dead or Alive  | Weatherby       |          |
| 2009 | Bride Wars          | Daniel Williams |          |
| 2009 | Still Waiting...    | Agnew           | Video    |
| 2009 | Stan Helsing        | Stan Helsing    |          |
| 2011 | Conception          | Joel            |          |
| 2011 | Losing Control      | Terry           |          |
| 2011 | Something Borrowed  | Marcus          |          |
| 2012 | Monster Roll        | Brody           | Kortfilm |
| 2013 | Wrong Cops          | Sandy / Michael |          |
| 2014 | In Your Eyes        | Bo Soames       |          |
| 2015 | See You in Valhalla | Makewi          |          |
| 2016 | Love on the Run     | Rick            |          |
| 2016 | Unleashed           | Sam             |          |
| 2018 | Game Over, Man!     | Rich            |          |
| 2018 | Making Babies       | John Kelly      |          |
| 2019 | Stuber              | Felix           |          |
| TBA  | Day Shift           | N/A             | F        |

### Tv
| År        | Titel                             | Rolle                    | Noter                                     |
| --------- | --------------------------------- | ------------------------ | ----------------------------------------- |
| 1999      | Pacific Blue                      | N/A                      | Afsnit: "Silicone Valley of the Dolls"    |
| 1999–2000 | Totally Tooned In                 | Narrator                 | Ukendt antal afsnit                       |
| 2000      | Get Real                          | Chris DeFalco            | Afsnit: "Falling from Grace"              |
| 2000      | ER                                | Quarterback Elizey       | Afsnit: "Homecoming"                      |
| 2000      | The Drew Carey Show               | Student                  | Afsnit: "Be Drew to Your School"          |
| 2001      | Any Day Now                       | Troy                     | Afsnit: "Everyone Deserves to be Loved"   |
| 2001–2007 | Reba                              | Van Montgomery           | 125 afsnit                                |
| 2006      | Twins                             | Zack                     | Afsnit: "Blast from the Past"             |
| 2007      | The Beast                         | Ty Troop                 | Tv-film                                   |
| 2008      | Five Year Plan                    | Mickey                   | Tv-film                                   |
| 2009      | Surviving Suburbia                | Brock                    | Afsnit: "Three End Tables"                |
| 2009      | Ctrl                              | Ben Piller               | 10 afsnit                                 |
| 2010      | State of Romance                  | Mike                     | Afsnit: "Pilot"                           |
| 2010      | Psych                             | Derek                    | Afsnit: "Thrill Seekers and Hell Raisers" |
| 2011      | Love Bites                        | Kell                     | Afsnit: "Firsts"                          |
| 2011–2021 | Shameless                         | Kevin Ball               | 134 afsnit                                |
| 2013      | New Girl                          | Jax McTavish             | Afsnit: "Tinfinity"                       |
| 2013      | Sons of Anarchy                   | Hopper                   | 3 afsnit                                  |
| 2014      | Jennifer Falls                    | Frank                    | Afsnit: "The Virginity Thief"             |
| 2014      | Where's This Party?               | Marco Santini            | Tv-film                                   |
| 2015      | Workaholics                       | Blue Knight DeMamp       | Afsnit: "Gramps DeMamp Is Dead"           |
| 2017      | Blue & Green                      | Michiga'n                | Tv-film                                   |
| 2017      | Law & Order: Special Victims Unit | Andy "Monster" McPherson | Afsnit: "Intent"                          |
| 2018      | SEAL Team                         | Danny Cooper             | 3 afsnit                                  |
| 2019      | Dead to Me                        | Jason                    | Afsnit: "I've Gotta Get Away"             |
| 2019      | Carrier                           | Trooper Norris           |                                           |
| 2021      | Shameless Hall of Shame           | Kevin Ball               |                                           |
| 2022      | True Lies                         | Harry                    |                                           |